# Kunovski potok
Kúnovski potok je desni pritok Ščavnice pri Spodnjih Ivanjcih. Izvira v plitvi gozdnati grapi pri vasi Osek v osrednjem delu Slovenskih goric in teče najprej proti severu, nato zavije proti vzhodu in se pod vasjo Kunova izliva v umetno Negovsko jezero. Pod jezerom teče naprej proti vzhodu po nekoliko širši dolini in se pri Spodnjih Ivanjcih izliva v regulirano strugo Ščavnice. Potok ima večino časa malo vode in nad jezerom teče po mokrotni ravnici, poraščeni z logi in deloma z mokrotnimi travniki, pod jezerom so v njej predvsem travniki. Na skoraj celotnem toku je struga ohranjena v povsem naravnem stanju in obraščena s pasom obvodnega rastlinja, le v spodnjem toku je pri Spodnjih Ivanjcih potok speljan v umetno korito.
V mokrotni dolini je bilo v preteklosti več manjših ribnikov, spodnjega so pred nekaj desetletji spremenili v današnje Negovsko jezero. Jezero, naravni vodotok, mokrotni habitati v dolinskem dnu in bogata kulturna dediščina okoliških vasi so bili povod za ustanovitev lokalnega Krajinskega parka Negova in Negovsko jezero (1967).
V Negovsko jezero se je v letu 2016 naselila prva skupina bobrov (Castor fiber).
Ob spodnjem toku je bilo v preteklosti nekaj mlinov, mdr. Sitarjev mlin pod današnjim jezerom, ki je deloval do leta 1974, zdaj pa ga počasi načenja zob časa.